# Булпап
AGM-12 «Булпап» (англ. AGM-12 Bullpup) — американская тактическая ракета класса «воздух-поверхность».
Разработана компанией Martin Marietta в 1950-х годах. Является первой в мире управляемой ракетой класса «воздух-земля», выпускавшейся серийно крупными партиями.
Ракета была принята на вооружение в 1957 году, имела радиокомандную систему наведения. Серийно AGM-12 Bullpup производились с 1959 по 1970 год, было произведено около 22 100 шт.
Первоначально ей был присвоен индекс AGM-83А, позже заменённый на AGM-12B.
Выпускалась в нескольких модификациях, в частности для ведения боевых действий во Вьетнаме был разработан вариант AGM-12C, оснащённый кассетной боевой частью.
Могла оснащаться ядерной боевой частью Мk.45 mod.0 массой 70 кг. Мощность такого ядерного заряда W45 Y3 составляла около 15 кт.

## Сравнительная характеристика
| Критерий | «Булпап»                           | «Вайпер»                                       | «Блю-ай»                           |
| --- | ---------------------------------- | ---------------------------------------------- | ---------------------------------- |
| Система управления | радиокомандная                     | автоматическая                                 | автоматическая                     |
| Режим управления полётом ракеты | ручной                             | автоматический                                 | автоматический                     |
| Устройство наведения ракеты на цель | станция передачи команд            | оптическая головка самонаведения               | оптическая головка самонаведения   |
| Предохранительно-исполнительный механизм | пьезоэлектрический                 | радиовысотный                                  | радиовысотный                      |
| Двигательная установка | твердотопливный ракетный двигатель | твердотопливный ракетный двигатель             | твердотопливный ракетный двигатель |
| Инерциальная навигационная система |                                    | поплавковый гироскоп с двумя степенями свободы |                                    |
| Источники информации |                                    |                                                |                                    |
| - LaFond, Charles D. Washington Report. Summer bout set: Blue Eye vs. Viper. // Electronic Design. — July 4, 1968. — Vol. 16 — No. 14 — P. 51. - Taylor, John W. R. Missiles 1968. // Flight International. — 14 November 1968. — Vol. 94 — No. 3114 — P. 792. |                                    |                                                |                                    |

## ТТХ

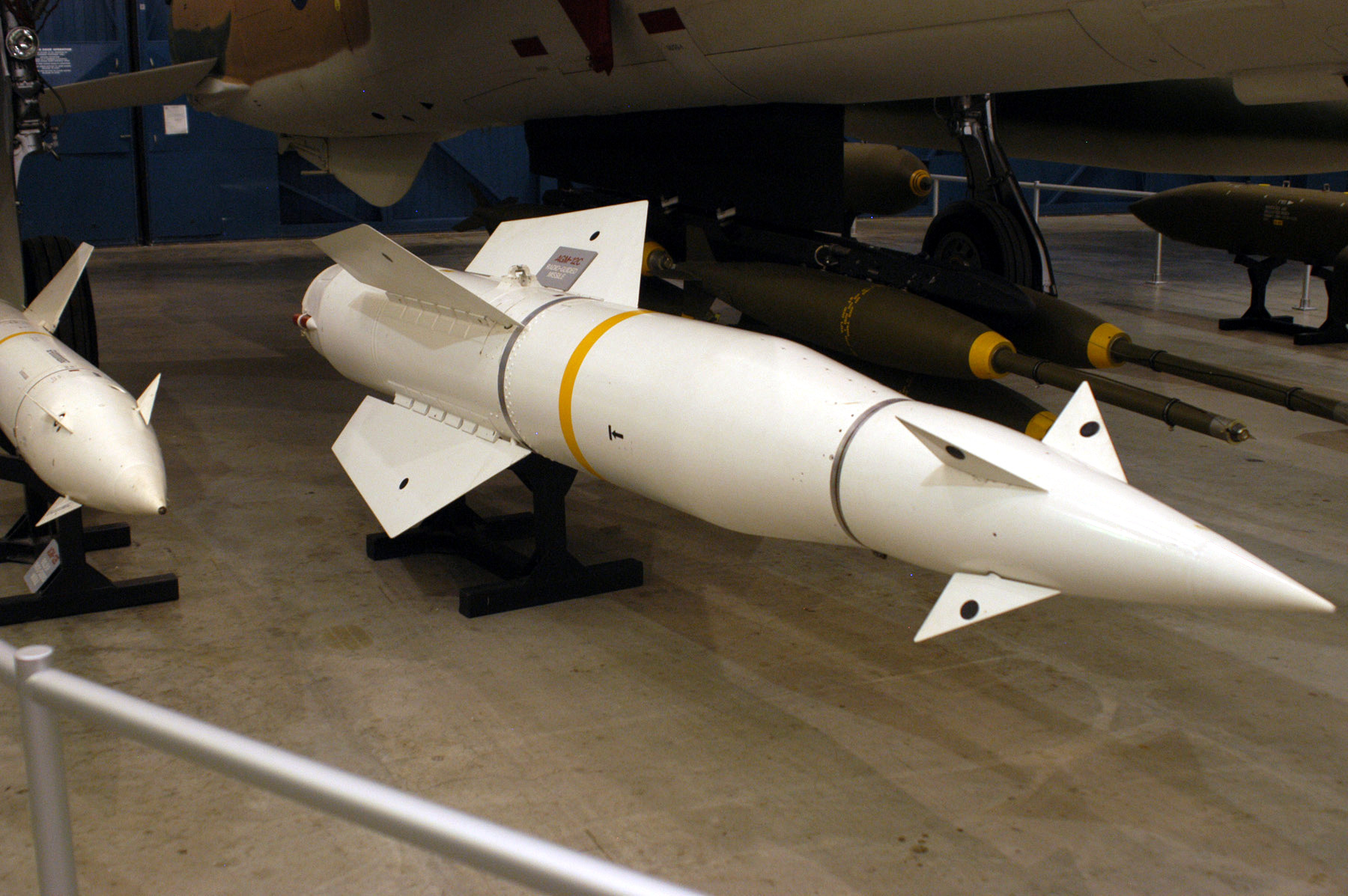
AGM-12C Bullpup B в музее ВВС США

- Длина:
  - AGM-12B — 3,2 м
  - AGM-12C — 4,14 м
- Диаметр: 0,305 м
  - AGM-12B — 0,3 м
  - AGM-12C — 0,46 м
- Размах:
  - AGM-12B — 0,94 м
  - AGM-12C — 1,22 м
- Стартовая масса:
  - AGM-12B — 259 кг
  - AGM-12C — 810 кг
- Дальность:
  - AGM-12B — 11 км
  - AGM-12C — 16 км
- Скорость: 780 м/с
- Боевая часть:
  - AGM-12B — фугасная, 113 кг
  - AGM-12C — фугасная, 453 кг
  - AGM-12D — ядерная, W45, 1-15 кт
- Система наведения: радиокомандная
- Двигатель: ЖРД
  - AGM-12B — Thiokol LR58-RM-4
  - AGM-12C — Thiokol LR62-RM-2/4
- Тяга:
  - AGM-12B — 53 кН
  - AGM-12C — 147 кН

## Задействованные структуры
В разработке и производстве ракет Bullpup были задействованы следующие структуры:

| Подрядчики первой очереди - Корпус ракеты, система управления ракетного комплекса, система наведения ракеты — Maxson Electronics Corp., Олд-Фордж, Лакавонна, Пенсильвания; - Ракетный двигатель LR-62-RM-2 — Thiokol Corp., Денвилл, Нью-Джерси; - Взрыватель — Мейконский оружейный завод ВМС США, Мейкон, Джорджия; Bulova Watch Co., Флашинг, Лонг-Айленд, Нью-Йорк; - Набор металлических деталей для боевой части — United States Steel Corp., National Tube Division, Маккиспорт, Пенсильвания. Субподрядчики - Оболочка носовой части ракеты — Grumman Aircraft Engineering Corp., Бетпейдж, Лонг-Айленд, Нью-Йорк; - Пусковое устройство — Nubar Industries, Digital Division, Орландо, Флорида; | - Гироскоп — Model Engineering & Manufacturing Company, Counter Products Division, Бойн-Сити, Мичиган; - Кристаллическая решётка приёмника инфракрасного излучения — Bulova Watch Co., Флашинг, Лонг-Айленд, Нью-Йорк; - Пневматический накопитель — Walter Kidde & Company, Inc., Pacific Division, Ван-Найс, Калифорния; - Система привода клапанов ракетного двигателя — Colt Industries Inc., Chandler-Evans Control Systems Division, Вест-Хартфорд, Коннектикут; - Ампульная батарея — Catalyst Research Corp., Балтимор, Мэриленд; - Электрическая цепь запуска — Servotronics, Inc., Буффало, Нью-Йорк; - Оперение — H&S Electronics Service Corp., Лос-Анджелес, Калифорния; Aluminum Co. of America, Лос-Анджелес, Калифорния. |